# Mirsad Gutić
Mirsad Gutić, bosansko-hercegovski general, * 10. april 1960.